# Saint-Hilaire-Peyroux

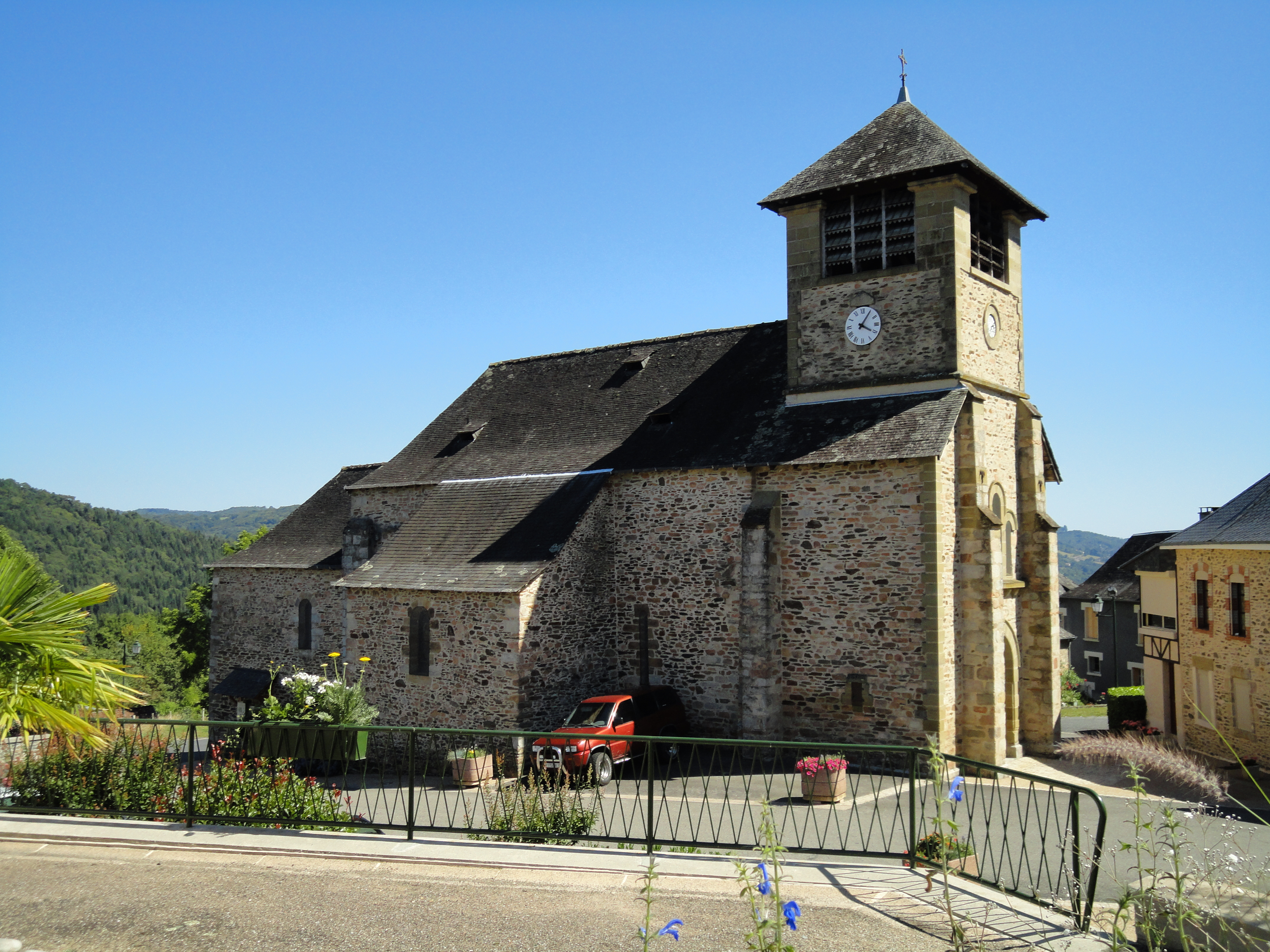
Kościół w Saint-Hilaire-Peyroux, 2010

Saint-Hilaire-Peyroux – miejscowość i gmina we Francji, w regionie Nowa Akwitania, w departamencie Corrèze.
Według danych na rok 1990 gminę zamieszkiwało 807 osób, a gęstość zaludnienia wynosiła 43 osoby/km² (wśród 747 gmin Limousin Saint-Hilaire-Peyroux plasuje się na 162. miejscu pod względem liczby ludności, natomiast pod względem powierzchni na miejscu 369.).